# Chicago Cougars
Die Chicago Cougars waren eine Eishockeymannschaft, die von 1971 bis 1975 in der nordamerikanischen World Hockey Association (WHA) aktiv war.

## Geschichte
Die Cougars zählten zu den Gründungsmitgliedern der WHA, doch als die Liga ihren Spielbetrieb aufnahm, waren die Brüder Jordan und William Kaiser, die ihr Geld in der Immobilienbranche verdienten, schon die dritten Besitzer der Franchise. Auf Grund dieser turbulenten Geschehnisse im Club hatte man im Sommer 1972, nur einige Monate vor dem Saisonstart, mit Bob Kelly nur einen Spieler unter Vertrag. Als Kelly das erkannte, änderte er seine Meinung und löste seinen Vertrag auf, um weiter in der National Hockey League zu spielen. Als Stadion diente das 9.000 Zuschauer fassende International Amphitheater.
Der Kader für die erste Saison 1972/73 bestand überwiegend aus Spielern, die bisher in unterklassigen Teams gespielt hatten. Aus der NHL kamen nur Rosaire Paiement, der bisher ansprechende Leistungen bei den Vancouver Canucks gezeigt hatte, sowie Reg Fleming, mit dem man ein bekanntes Gesicht vom Lokalrivalen, den Chicago Black Hawks, loseisen konnte. Doch in der ersten Spielzeit waren die Cougars das schwächste Team der Liga. Zu den Lichtblicken in der Mannschaft gehörte Bob Sicinski, der mit 88 Punkten bester Scorer war. Goalie Jimmy McLeod spielte eine ordentliche Saison, während sein Backup André Gill enttäuschte und 24 seiner 28 Spiele verlor.
Im folgenden Sommer bemühten sich die Cougars, ihr Team zu verstärken und konnten für die Saison 1973/74 unter anderem von den Black Hawks mit Pat Stapleton und Ralph Backstrom zwei Stars für sich gewinnen. Stapleton agierte als Spielertrainer. Die Saison verlief erfolgreicher, und man konnte die Québec Nordiques im Kampf um den vierten Playoff-Platz in der Eastern Division bezwingen. Sportlich waren die Playoffs ein voller Erfolg. Die Mannschaft setzte sich sowohl gegen die Toronto Toros als auch gegen die New England Whalers in je sieben Spielen durch. In den Finals waren die ausgeruhten Houston Aeros jedoch eüberlegen und siegten in allen vier Spielen.
Äußerst unglücklich war man jedoch über die Stadionsituation. Schon das International Amphitheater war nicht die Heimstatt, die sich die Cougars wünschten. Hier wurden üblicherweise Rodeos und Tierausstellungen abgehalten. Doch während der Playoffs konnte man teilweise nicht einmal hier spielen, da die Halle für eine Peter Pan-Aufführung vermietet war, sondern musste nach Mount Prospect in die in einem Einkaufszentrum gelegene Randhurst Twin Ice Arena umziehen, die nur 3.000 Zuschauern Platz bot.
Sorgen bereitete zu Beginn der Saison 1974/75 nicht der sportliche Bereich. Hier konnte man sich im Werben um den Top Draftpick Gary MacGregor gegen die Montréal Canadiens durchsetzen. MacGregor dankte es mit 44 Toren. Außerdem holte man aus den NHL den Torwart Dave Dryden von den Buffalo Sabres. Die Finanzen gaben hier schon mehr Anlass zur Sorge und die Besitzer, die Brüder Kaiser, wollten das Team loswerden. Nachdem man keinen Käufer gefunden hatte, waren schließlich drei Spieler, Pat Stapleton, Ralph Backstrom und Dave Dryden, bereit, ihnen den Verein abzukaufen. Nachdem die Kaisers jedoch das Geld für die Jahreskarten behalten konnten, machten sie bei diesem Geschäft den besseren Schnitt. Die Mannschaft verpasste die Playoff-Teilnahme und auch die Hoffnung auf ein neues Stadion, das Rosemont Horizon, das erst 1980 fertiggestellt werden sollte, zerschlug sich. Die drei Spieler, denen das Team nun gehörte, machten einen erheblichen Verlust und stellten kurz nach Ende der Saison den Spielbetrieb ein.
Es gab keinen offiziellen Nachfolger der Cougars, doch viele der Spieler wechselten aus Chicago zum neuen Team der Denver Spurs, aus denen schon im Laufe der kommenden Saison die Ottawa Civics wurden und die sich nach ihrer einzigen Saison schon wieder auflösten.

## Saisonstatistik
Note: GP = Games played, W = Wins, L = Losses, T = Ties, Pts = Points, GF = Goals for, GA = Goals against, PIM = Penalties in minutes
| Saison  | GP  | W  | L   | T | Pts | GF  | GA  | PIM  | Platz       | Playoffs                                                                             |
| ------- | --- | -- | --- | - | --- | --- | --- | ---- | ----------- | ------------------------------------------------------------------------------------ |
| 1972/73 | 78  | 26 | 50  | 2 | 54  | 245 | 295 | 811  | 6., Western | nicht qualifiziert                                                                   |
| 1973/74 | 78  | 38 | 35  | 5 | 81  | 271 | 273 | 1041 | 4., Eastern | Sieg im Viertelfinal (Whalers) Sieg im Halbfinal (Toros) Niederlage im Final (Aeros) |
| 1974/75 | 78  | 30 | 47  | 1 | 61  | 261 | 312 | 1086 | 3., Eastern | nicht qualifiziert                                                                   |
| Totals  | 234 | 94 | 132 | 8 | 196 | 777 | 880 | 2938 |             |                                                                                      |

## Vereinsrekorde
- Meiste Spiele: Bob Liddington 229 Spiele
- Meiste Tore: Rosaire Paiement 89 Tore
- Meiste Vorlagen: Rosaire Paiement 119 Assists
- Meiste Punkte: Rosaire Paiement 208 Punkte
- Meiste Strafminuten: Larry Mavety 356 Strafminuten

- Meiste Spiele eines Torhüters: Cam Newton 77 Spiele
- Meiste Siege eines Torhüter: Cam Newton 37 Siege
- Meiste Shutouts: Cam Newton, Jimmy McLeod und Dave Dryden je 1 Shutout